# 奧布霍維奇
50°59′8″N 29°46′18″E / 50.98556°N 29.77167°E

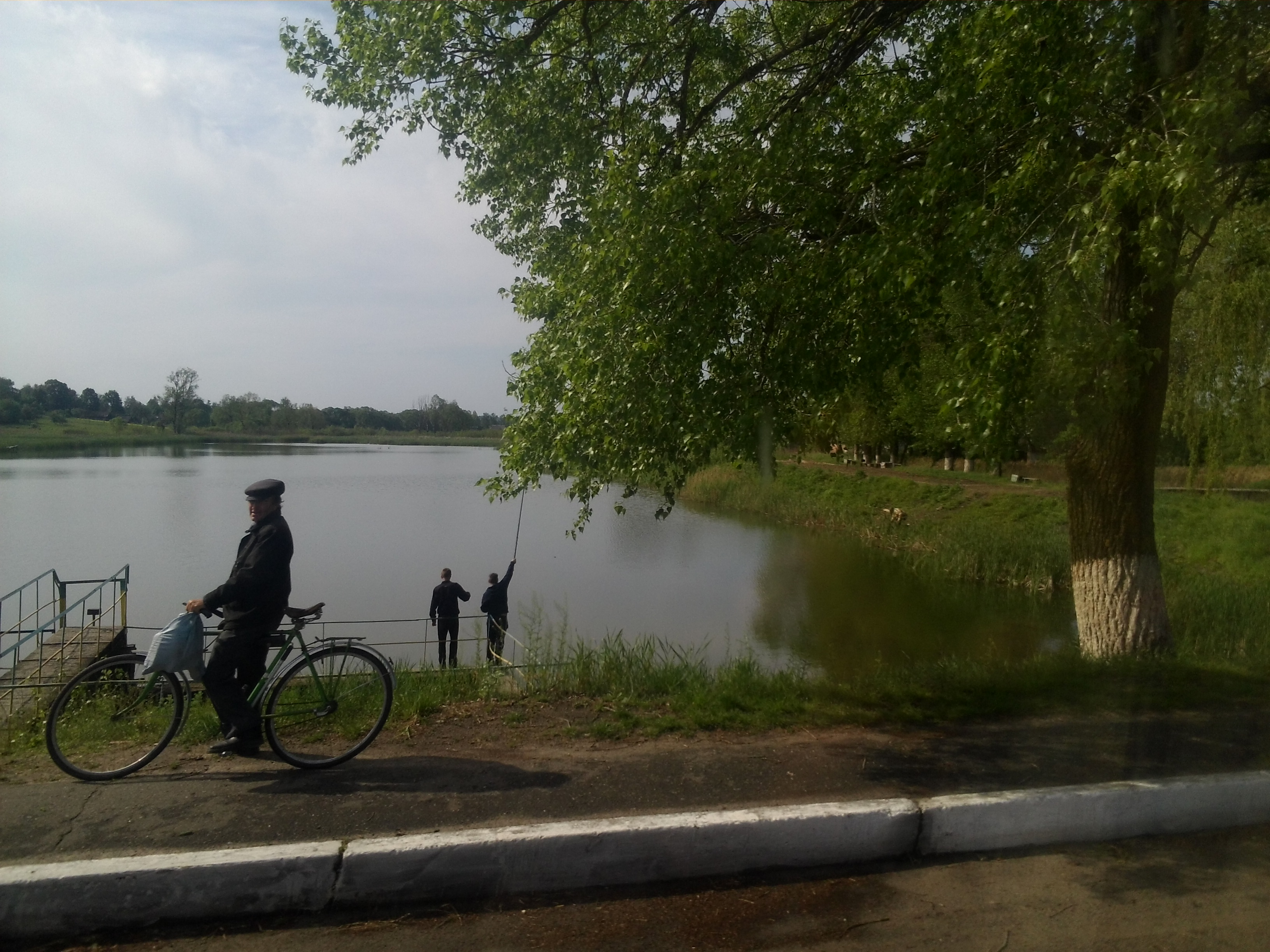

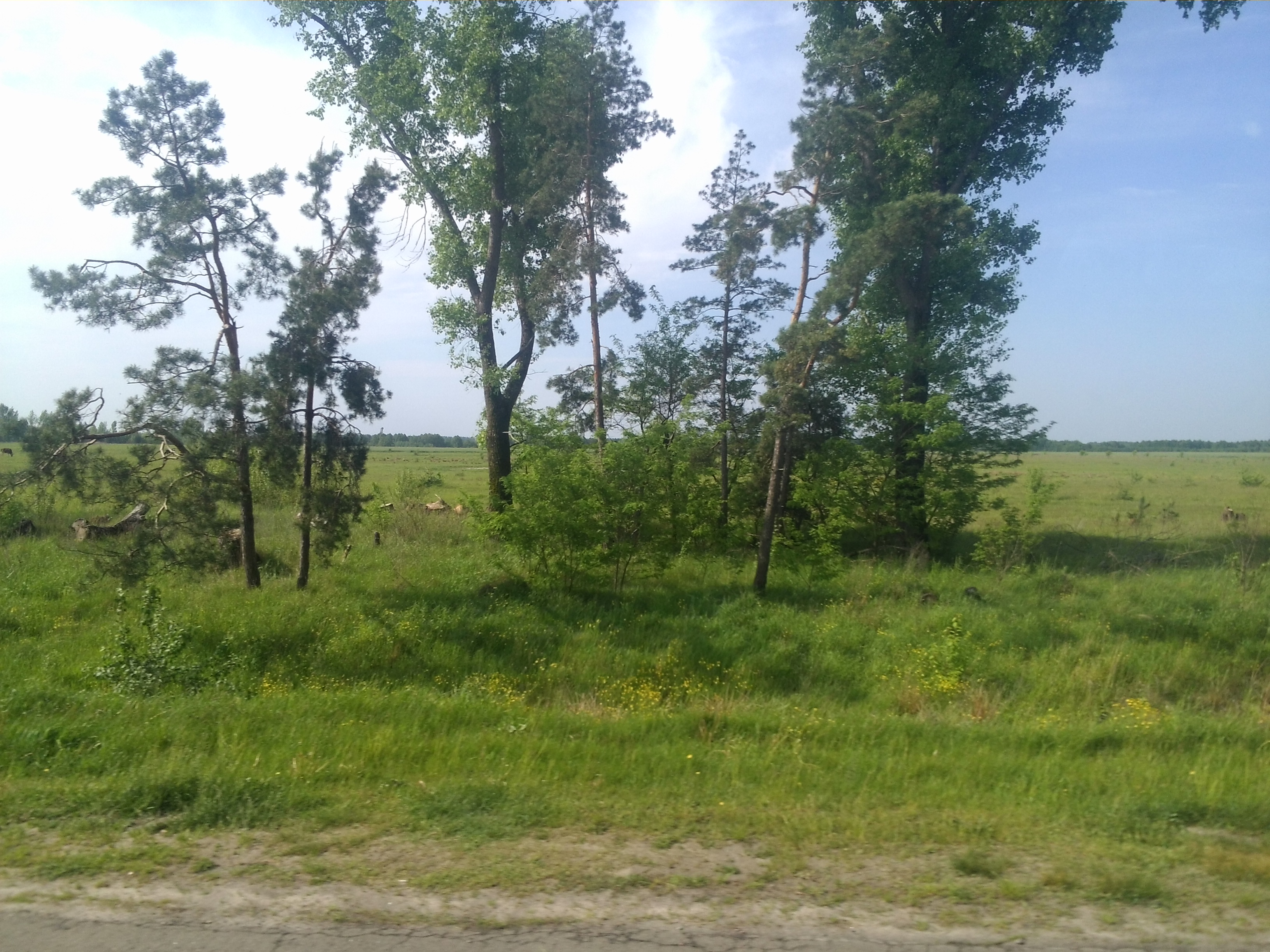

奧布霍維奇（烏克蘭語：Обуховичі）是位於烏克蘭北部的村莊，由基辅州维什霍罗德区的伊萬基夫市鎮負責管轄。該村始建於1500年，面積6.1平方公里，海拔高度148米，2001年人口1,640，人口密度每平方公里268.9人。